# Кизилозенський сільський округ
Кизилозе́нський сільський округ (каз. Қызылөзен ауылдық округі, рос. Кызылозенский сельский округ) — адміністративна одиниця у складі Тупкараганського району Мангистауської області Казахстану. Адміністративний центр та єдиний населений пункт — село Кизилозен.
Населення — 909 осіб (2021; 1112 у 2009, 1016 у 1999, 1175 у 1989).
Станом на 1989 рік існувала Кизилузенська сільська рада (села Канга, Кизилузень). 2005 року було ліквідовано село Канга.

## Склад
До складу округу входять такі населені пункти:
| Населений пункт | Колишні назви | Населення, осіб (1989) | Населення, осіб (1999) | Населення, осіб (2009) | Населення, осіб (2021) |
| --------------- | ------------- | ---------------------- | ---------------------- | ---------------------- | ---------------------- |
| Канга, село     | -             | 253                    | 196                    | -                      | -                      |
| Кизилозен, село | Кизилузень    | 922                    | 820                    | 1112                   | 909                    |